# Đình Đình Bảng
Đình Đình Bảng, tên Nôm là đình Báng là một ngôi đình nằm ở làng Đình Bảng (xưa là làng Cổ Pháp hay tên Nôm là làng Báng), thành phố Từ Sơn, tỉnh Bắc Ninh. Đình được xây dựng vào đầu thế kỷ 18, thờ các vị thành hoàng gồm Cao Sơn đại vương (thần Núi), Thủy Bá đại vương (thần Nước) và Bách Lệ đại vương (thần Đất) đồng thời thờ sáu vị có công lập lại làng vào thế kỷ 15.
Đình Đình Bảng là một trong những ngôi đình có kiến trúc đẹp nhất còn tồn tại đến ngày hôm nay. Người xưa đã có câu:
Thứ nhất là đình Đông Khang,
Thứ nhì đình Bảng, vẻ vang đình Diềm.
Đình Đông Khang đã bị tàn phá, đình Diềm trước đây có năm gian hai chái, nay chỉ còn ba gian hai chái. Chỉ còn đình Bảng là tương đối nguyên vẹn.

## Lịch sử
Đình làng Đình Bảng được xây dựng năm 1700 thời Hậu Lê kéo dài ba mươi sáu năm đến năm 1736 mới hoàn thành. Người hưng công là quan Nguyễn Thạc Lượng, người Đình Bảng (từng làm trấn thủ Thanh Hóa) và vợ là Nguyễn Thị Nguyện, quê ở Thanh Hóa. Ông bà đã mua gỗ lim, một loại gỗ quý và bền đem về cúng để dựng ngôi đình.

## Kiến trúc
Đình Đình Bảng gồm tòa đại đình đồ sộ nối với hậu cung phía sau theo dạng mặt bằng hình chuôi vồ, còn gọi theo dạng chữ Nho là kiểu "chữ đinh" 丁. Tòa đại đình dài 20 m, rộng 14 m, cao 8 m, phần mái rủ xuống đẹp đẽ chiếm tới 5,5 m tổng chiều cao.
Vẻ độc đáo của ngôi đình thể hiện ở không gian mái đình tỏa rộng, nét đồ sộ của những đầu đao, quy thức thích nghi với khí hậu gió mùa, và trang trí điêu khắc dày đặc.
Đình có kết cấu hệ kèo chồng rường, gồm bảy gian hai chái (gian phụ). Đình được dựng trên nền cao có thềm bó bằng đá xanh. Đặc biệt, đình mang kiến trúc nhà sàn với sàn gỗ bề thế cao 0,7 m so với mặt nền, sáu hàng cột ngang và mười hàng cột dọc bằng gỗ lim có đường kính từ 0,55m (với cột con) đến 0,65m (với cột mẹ) được kê trên các tảng đá xanh.
Nóc đình cao tới 8 mét với tỷ lệ mặt đứng của phần mái lớn hơn phần thân (mái chiếm hai phần ba chiều cao của đình) tạo nên cảm giác bề thế. Đình lợp ngói mũi hài và có các đầu đao vươn xa nhất trong các công trình kiến trúc gỗ cổ truyền tại Việt Nam. Đình có cửa bức bàn bao quanh.

## Nội thất
Nội thất đình được trang trí với rất nhiều chủ đề phong phú như rồng, phượng, tùng, mai, trúc, bầu rượu, thanh gươm. Đặc biệt, hình tượng rồng chiếm một tỷ lệ lớn với số lượng khoảng 500 hình. Gian chính điện (gian giữa) có sàn thấp, lát gạch lá nem. Gian này thấp nhất, thuật ngữ là "lòng thuyền". Sàn ván các gian hai bên cao dần, tổng cộng là hai cấp, phân biệt địa vị của các hương chức khi họp việc làng để người ngồi "chiếu trên", kẻ ngồi "chiếu dưới" tùy theo vai vế trong làng.
Bức cửa võng và tấm trần che của gian chính điện được chạm trổ công phu. Trên ván nong, phía dưới bao lơn của hàng cột cái và cột con có một bức chạm hình "Bát mã quần phi" (Bầy ngựa tám con đang phi) với các đáng điệu rất sống động. Trong đình có nhiều bức hoành phi, câu đối được sơn son thếp vàng.

## Hình ảnh đình Bảng

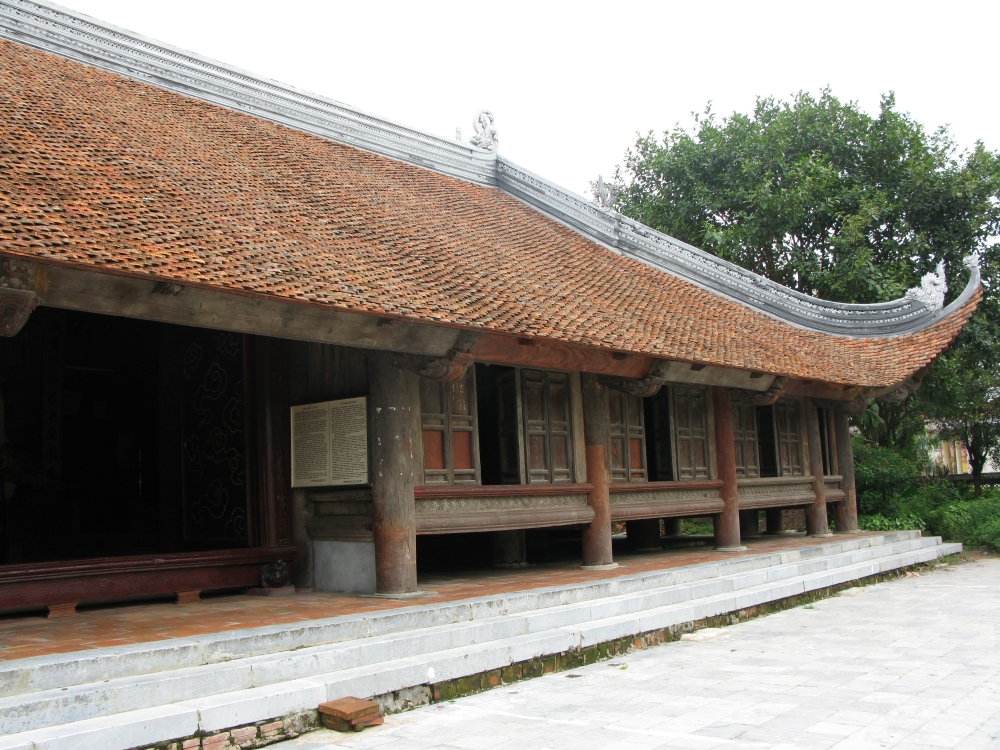
Toàn cảnh thềm ngoài
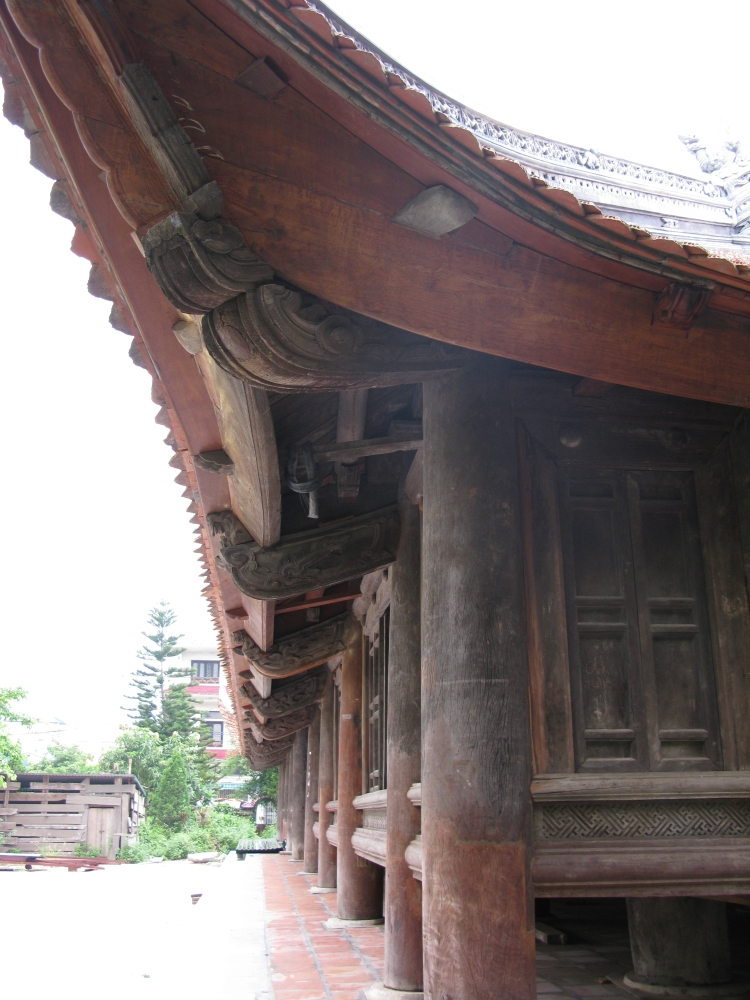
Góc đao
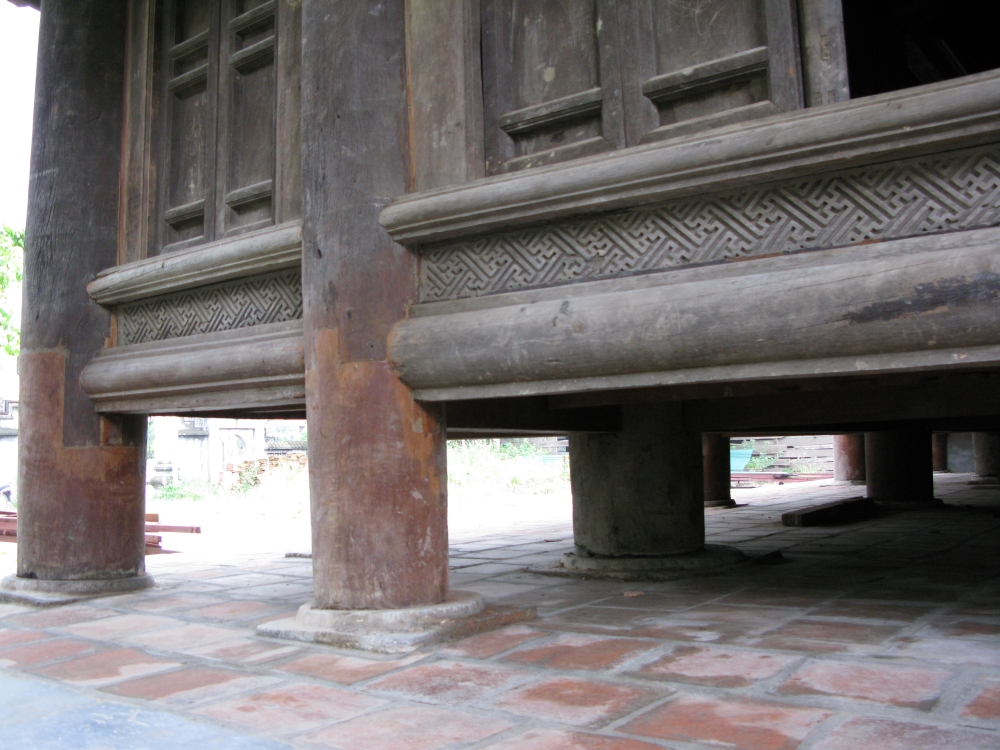
Gầm sàn
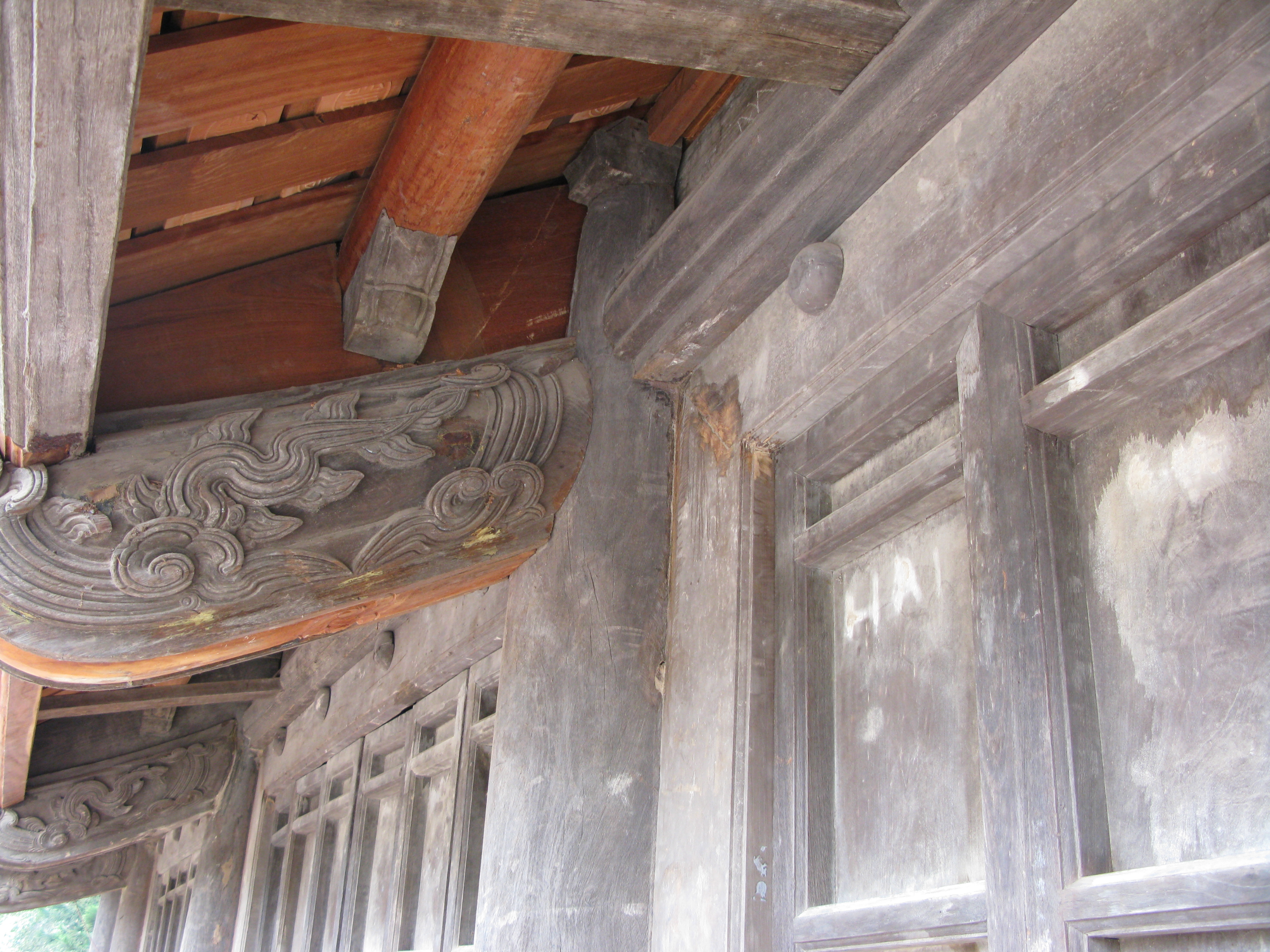
Trang trí điêu khắc hoa văn trên đầu bẩy hiên
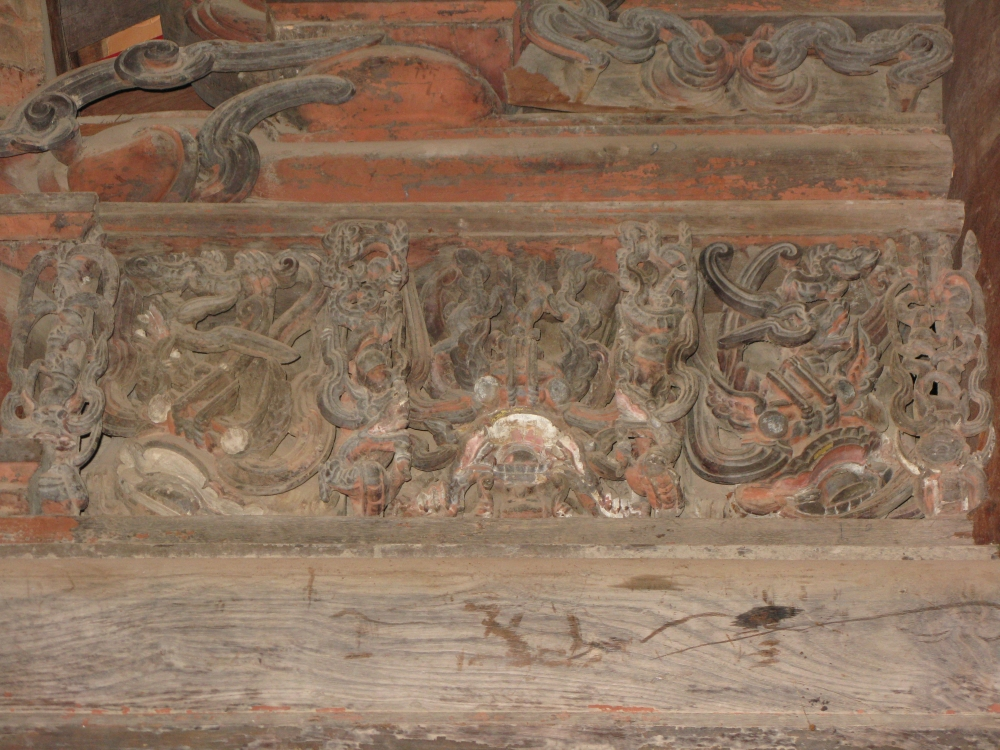
Chi tiết chạm khắc trên gỗ
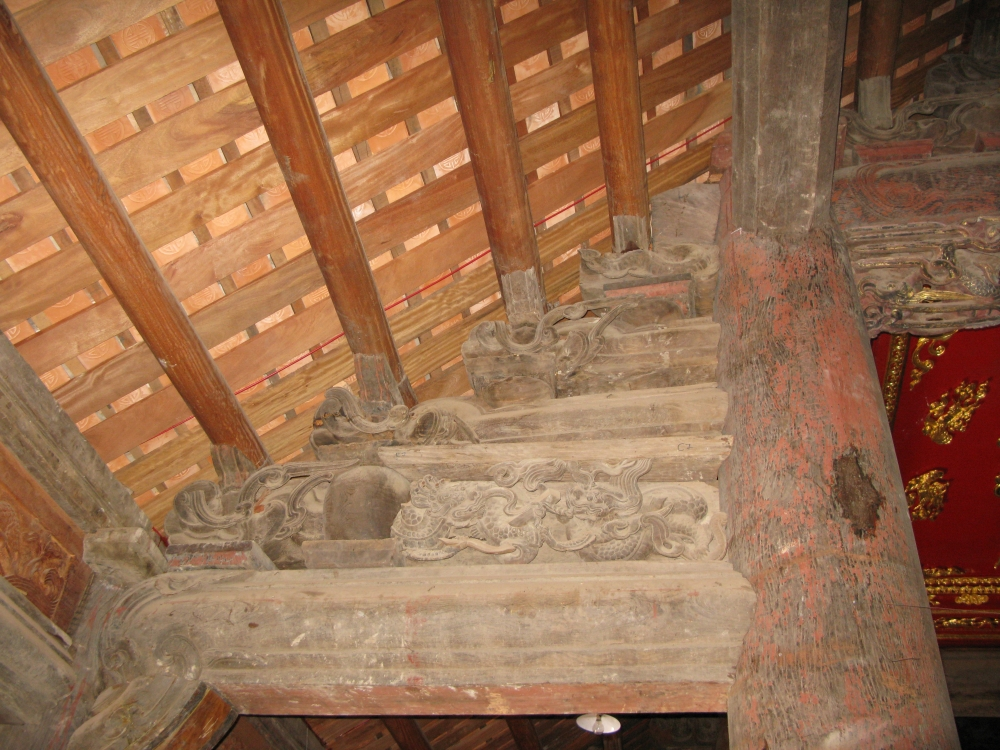
Điêu khắc trên rường
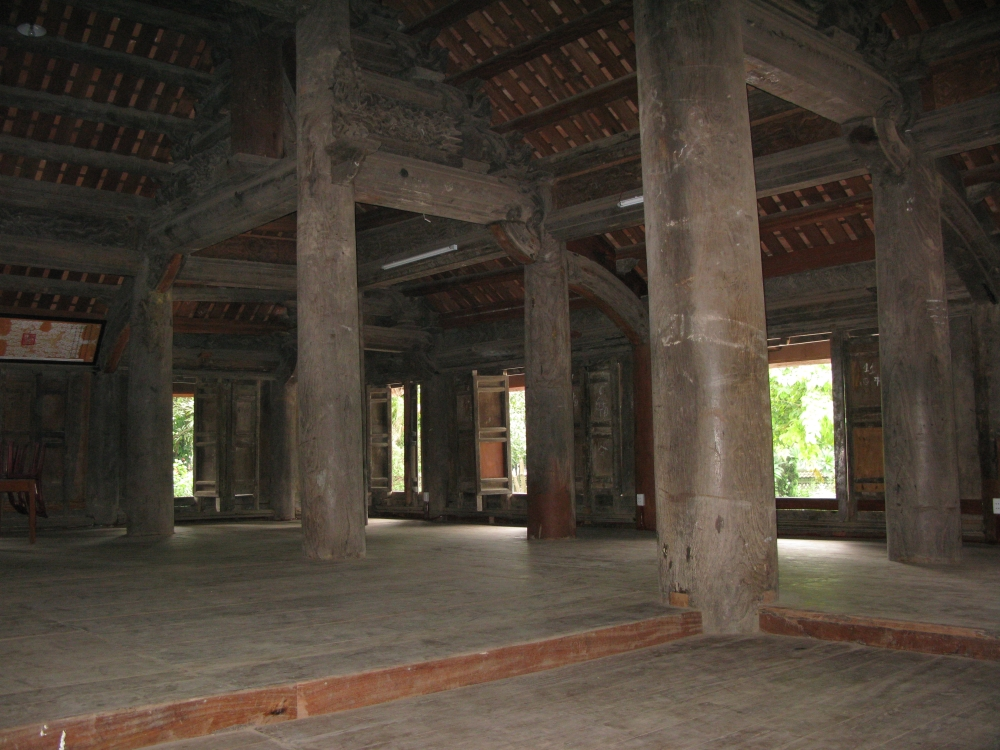
Nội thất đình
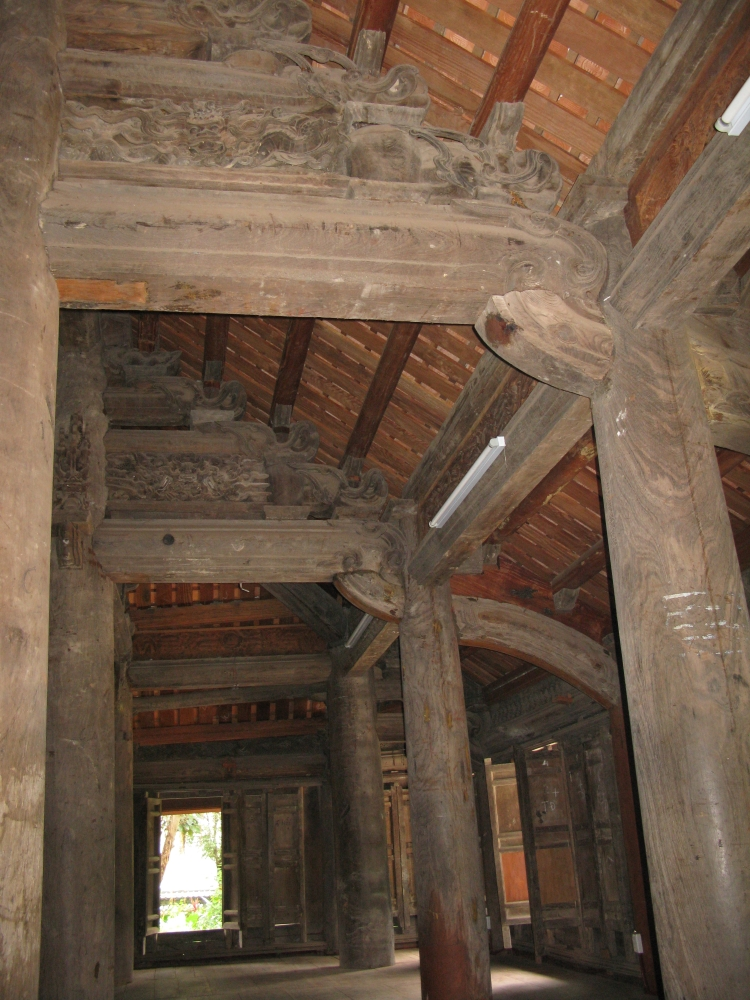
Cột cái, xà nách, và cột con